# Aphytis peculiaris
Aphytis peculiaris är en stekelart som först beskrevs av Girault 1932.  Aphytis peculiaris ingår i släktet Aphytis och familjen växtlussteklar. Inga underarter finns listade i Catalogue of Life.